# Moteur Honda série D

Le moteur Honda série D est un moteur thermique automobile à combustion interne, essence quatre temps, 4 cylindres en ligne utilisés dans une multitude de véhicules compacts Honda, plus communément les Honda Civic, CRX et autres. Leurs cylindrées varient de 1 234 cm3 à 1 668 cm3, il en existe des versions simple arbre à cames en tête et double arbre à cames en tête, dont certaines versions simple arbre existent en VTEC ou E-VTEC (VTEC à vocations économique), la puissance quant à elle varie de 62 à 130 chevaux. Les blocs « d-series » ont été produits à partir de 1984 jusqu'à 2005.

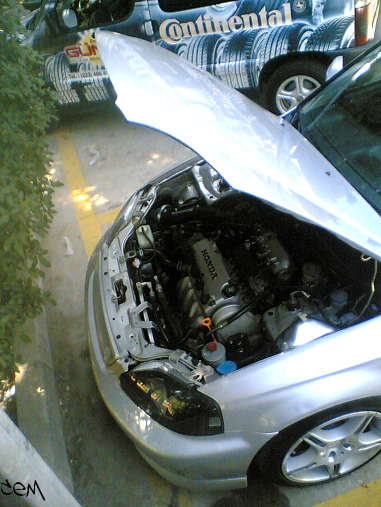
D16Y4 Engine

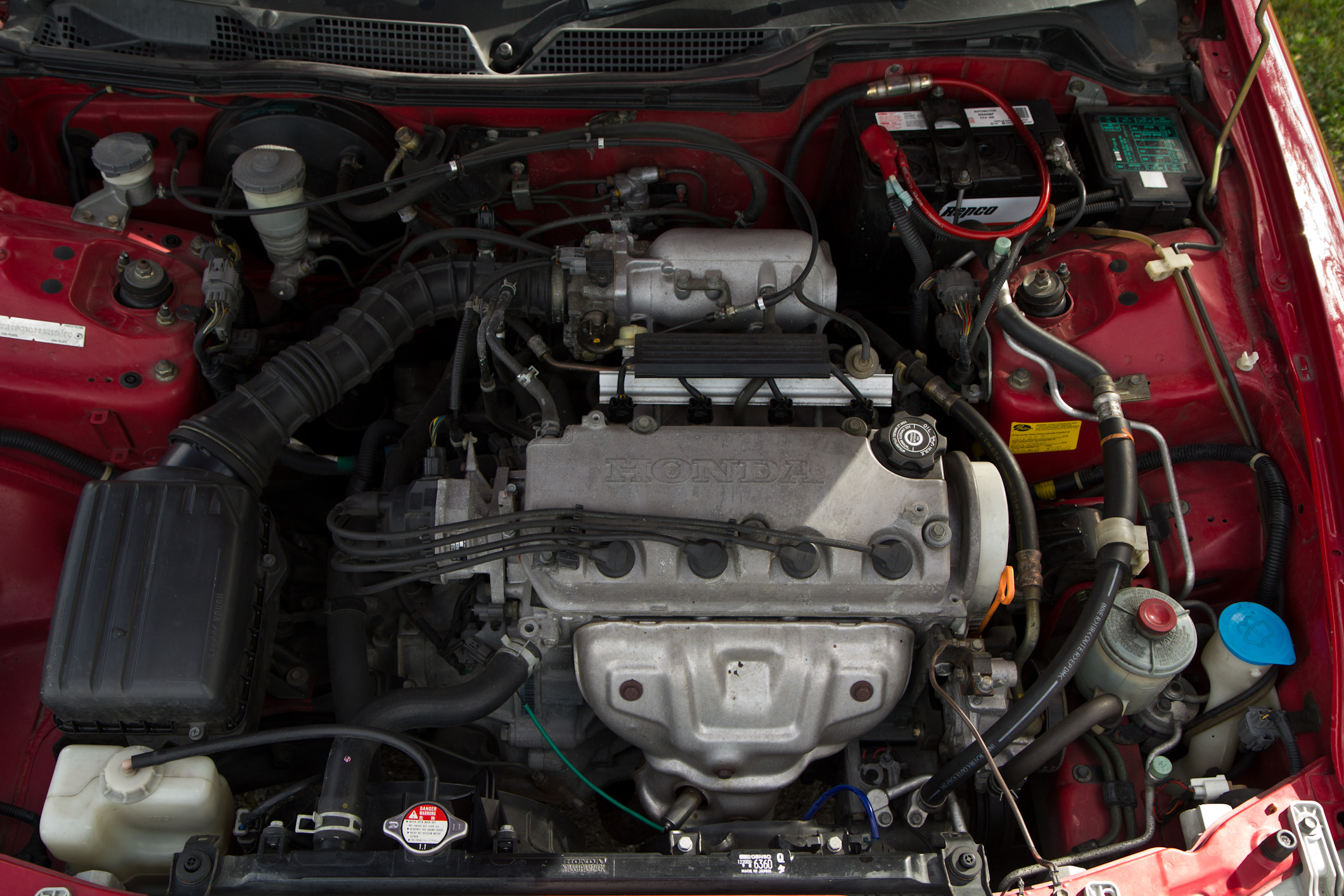
ZC 1.6L SOHC Integra

## Les spécifications moteurs

### Série D12 (1,2 litre)
| Code | Puissance                                   | Cylindrée    | Rapport Volumétrique | Alésage | Course | Distribution                             | Alimentation                | OBD- | Véhicule                                             |
| ---- | ------------------------------------------- | ------------ | -------------------- | ------- | ------ | ---------------------------------------- | --------------------------- | ---- | ---------------------------------------------------- |
| D12A | 63 ch à 6500 tr/min 8,99 kg-m à 4000 tr/min | 1234 (1,2 l) | 9,5:1                | 72 mm   | 76 mm  | simple arbre à cames en tête 16 soupapes | 1 carburateurs simple corps | -    | Honda Civic 1988-1991 & City GG G-Mark Spécial (JDM) |

### Série D13 (1,3 litre)
| Code  | Puissance                                     | Cylindrée    | Rapport Volumétrique | Alésage | Course | Distribution                             | Alimentation                 | OBD-    | Véhicule                                                                                |
| ----- | --------------------------------------------- | ------------ | -------------------- | ------- | ------ | ---------------------------------------- | ---------------------------- | ------- | --------------------------------------------------------------------------------------- |
| D13B  | 85 ch à 6300 tr/min 10,7 kg-m à 4500 tr/min   | 1343 (1,3 l) | -                    | 75 mm   | 76 mm  | simple arbre à cames en tête 16 soupapes | 1 carburateurs               | -       | Honda Civic EL 1992-1995 (JDM)                                                          |
| D13B1 | 75 ch à 6300 tr/min 10,3 kg-m à 3100 tr/min   | 1343 (1,3 l) | 9,5:1                | 75 mm   | 76 mm  | simple arbre à cames en tête 16 soupapes | 1 carburateurs simple corps  | -       | Honda Civic EC 1988-1991 (EUDM)                                                         |
| D13B2 | 74,9 ch à 6300 tr/min 10,4 kg-m à 3100 tr/min | 1343 (1,3 l) | 9,3:1                | 75 mm   | 76 mm  | simple arbre à cames en tête 16 soupapes | 1 carburateurs double corps  | -       | Honda Civic DX/EX 1992-1995 (EUDM)                                                      |
| D13B4 | 95 ch à 6500 tr/min 12,8 kg-m à 4200 tr/min   | 1343 (1,3 l) | 9,75:1               | 75 mm   | 76 mm  | simple arbre à cames en tête 16 soupapes | injection multi-points PGMFI | OBD2b   | 1998-2003 Honda City EXI/DX                                                             |
| D13B7 | 65 ch à 5000 tr/min 11,3 kg-m à 2500 tr/min   | 1343 (1,3 l) | 9,2:1                | 75 mm   | 76 mm  | simple arbre à cames en tête 8 soupapes  | injection multi-points PGMFI | OBD2a/b | 1998-2001 Honda logo                                                                    |
| D13C  | - ch à - tr/min - kg-m à - tr/min             | 1343 (1,3 l) | 10:1                 | 75 mm   | 76 mm  | simple arbre à cames en tête 16 soupapes | injection multi-points PGMFI | OBD0/1  | 1989-1994 Honda City CE, CE Fit, CE Select, CG, CR-i, CR-i limited, CZ-i, New Fit (JDM) |
| D13C  | - ch à - tr/min - kg-m à - tr/min             | 1343 (1,3 l) | 9,5:1                | 75 mm   | 76 mm  | simple arbre à cames en tête 16 soupapes | simple carburateur           | -       | 1989-1994 Honda City (JDM)                                                              |

### Série D14 (1,4 litre)
| Code        | Puissance                                    | Cylindrée    | Rapport Volumétrique | Alésage | Course | Distribution                             | Alimentation                                   | OBD-    | Véhicule                                    |
| ----------- | -------------------------------------------- | ------------ | -------------------- | ------- | ------ | ---------------------------------------- | ---------------------------------------------- | ------- | ------------------------------------------- |
| D14A1       | 90 ch à 6300 tr/min 11,5 kg-m à 4500 tr/min  | 1396 (1,4 l) | 9,3:1                | 75 mm   | 79 mm  | simple arbre à cames en tête 16 soupapes | 2 carburateurs simple corps (keihin vf33)      | -       | Honda Civic GL et 1990 CRX 1987-1991 (EUDM) |
| D14A2       | 89 ch à 6100 tr/min 11,9 kg-m à 5000 tr/min  | 1396 (1,4 l) | 9,3:1                | 75 mm   | 79 mm  | simple arbre à cames en tête 16 soupapes | injection multi-points PGMFI                   | obd2a   | Honda Civic MA8 1995-1996 (EUDM)            |
| D14A3       | 75 ch à 5700 tr/min 11,42 kg-m à 3000 tr/min | 1396 (1,4 l) | 9,1:1                | 75 mm   | 79 mm  | simple arbre à cames en tête 16 soupapes | injection multi-points PGMFI                   | obd2a/b | Honda Civic ej9 1996-1999 (EUDM) bv; s40    |
| D14A4/D14Z2 | 90 ch à 6400 tr/min 12,64 kg-m à 4800 tr/min | 1396 (1,4 l) | 9,1:1 / 9,7.1        | 75 mm   | 79 mm  | simple arbre à cames en tête 16 soupapes | injection multi-points PGMFI ou par paire DPFI | obd2a/b | Honda Civic ej9 1996-1999 (EUDM) bv; s40    |
| D14Z6       | 90 ch à 5600 tr/min 13,25 kg-m à 4300 tr/min | 1396 (1,4l)  | 10,4:1               | 75 mm   | 79 mm  | simple arbre à cames en tête 16 soupapes | injection multi-points PGMFI                   | obd2    | Honda Civic EP1 2001-2005 (EUDM)            |

### Série D15 (1,5 litre)
| Code               | Puissance                                      | Cylindrée    | Rapport Volumétrique | Alésage | Course  | Distribution                                       | Alimentation                 | OBD-    | Véhicule |
| ------------------ | ---------------------------------------------- | ------------ | -------------------- | ------- | ------- | -------------------------------------------------- | ---------------------------- | ------- | --- |
| D15A3              | 91 ch à 5500 tr/min 12,9 kg-m à 4500 tr/min    | 1488 (1,5 l) | 8,7:1                | 74 mm   | 86,5 mm | simple arbre à cames en tête (SOHC) 12 soupapes    | injection PGM-FI2            | OBD0    | Honda CRX Si 1985-1987 et Civic Si 1987                                                                             |
| D15B (VTEC)        | 130 ch à 6600 tr/min 14,1 kg-m à 5200 tr/min   | 1493 (1,5 l) | 9,2:1                | 75 mm   | 84,5 mm | simple arbre à cames en tête (SOHC) 16 soupapes    | injection multi-point PGM-FI | OBD1    | Honda Civic VTi EG8 1991-1995 (JDM), Honda Civic VTi EG4 1991-1995 (JDM), Honda CRX Del Sol VXi EG1 1991-1995 (JDM) |
| D15B1              | 70 ch à 5500 tr/min 11,4 kg-m à 3000 tr/min    | 1493 (1,5 l) | 9,2:1                | 75 mm   | 84,5 mm | simple arbre à cames en tête (SOHC) 16 soupapes    | injection mono-point PGM-FI  | OBD0    | Honda Civic 1988-1991                                                                                               |
| D15B2              | 92 ch à 6000 tr/min 12,2 kg-m à 4500 tr/min    | 1493 (1,5 l) | 9,2:1                | 75 mm   | 84,5 mm | simple arbre à cames en tête (SOHC) 16 soupapes    | injection dual-point PGM-FI  | OBD0/1  | Honda Civic LSi 1992-1995 (EUDM), Honda Civic DXi 1992-1995 (EUDM), Honda Concerto 1990-1995 (EUDM)                 |
| D15B3              | 93 ch à 6000 tr/min 12,1 kg-m à 4500 tr/min    | 1493 (1,5 l) | 9,9:1                | 75 mm   | 84,5 mm | Simple arbre à cames en tête (SOHC) 16 soupapes    | Carburateur                  | -       | Honda Civic Shuttle GL 1988-1995, Honda Civic EX 1988-1989                                                          |
| D15B4              | 96,5 ch à 5200 tr/min 12,4 kg-m à 3800 tr/min  | 1493 (1,5 l) | 9,2:1                | 75 mm   | 84,5 mm | simple arbre à cames en tête (SOHC) 16 soupapes    | Double Carburateur           | -       | Honda Civic GL 1989-1991 (version australienne)                                                                     |
| D15B6              | 62/72 ch à 4500 tr/min 11,5 kg-m à 2200 tr/min | 1493 (1,5 l) | 9,1:1                | 75 mm   | 84,5 mm | simple arbre à cames en tête (SOHC) 8 soupapes     | injection multi-point PGMFI  | OBD0    | Honda Crx HF 1988-1991                                                                                              |
| D15B7              | 102 ch à 6200 tr/min 13,5 kg-m à 3800 tr/min   | 1493 (1,5 l) | 9,2:1                | 75 mm   | 84,5 mm | simple arbre à cames en tête (SOHC) 16 soupapes    | injection multi-point PGMFI  | OBD1    | Honda Civic coupé 1992-1995 (EUDM) + Canadien                                                                       |
| D15B8              | 70 ch à 4500 tr/min 11,5 kg-m à 2800 tr/min    | 1493 (1,5 l) | 9,2:1                | 75 mm   | 84,5 mm | simple arbre à cames en tête (SOHC) 8 soupapes     | injection multi-point PGMFI  | OBD1    | Honda Civic CX 1992-1995 (USDM)                                                                                     |
| D15Z1 VTEC-E       | 90 ch à 5500 tr/min 13,5 kg-m à 4500 tr/min    | 1493 (1,5 l) | 9,3:1                | 75 mm   | 84,5 mm | Simple arbre à cames en tête (SOHC) 12/16 soupapes | Injection multi-point PGMFI  | OBD1    | Honda Civic VX 1992-1995 (EG4, EG8) (EUDM)                                                                          |
| D15Z3 VTEC-E       | 90 ch à 5500 tr/min 13,5 kg-m à 4500 tr/min    | 1493 (1,5 l) | 9,3:1                | 75 mm   | 84,5 mm | Simple arbre à cames en tête (SOHC) 16 soupapes    | Injection multi-point PGMFI  | OBD1    | Honda Civic 5 portes 1996-2000 (MA9) (EUDM)                                                                         |
| D15Z6 VTEC-E       | 114 ch à 6500 tr/min 13,5 kg-m à 5400 tr/min   | 1493 (1,5 l) | 9,6:1                | 75 mm   | 84,5 mm | simple arbre à cames en tête (SOHC) 16 soupapes    | injection multi-point PGMFI  | OBD2A/B | Honda Civic 1996-2000 EK3 (EUDM)                                                                                    |
| D15Z7 VTEC 3 stage | 128 ch à 7000 tr/min 14,2 kg-m à 5300 tr/min   | 1493 (1,5 l) | 9,6:1                | 75 mm   | 84,5 mm | simple arbre à cames en tête (SOHC) 16 soupapes    | injection multi-point PGMFI  | OBD2A/B | Honda Civic VTi EK3 1996-2000 (JDM)                                                                                 |
| D15Z8 VTEC-E       | 114 ch à 6500 tr/min 14 kg-m à 4500 tr/min     | 1493 (1,5 l) | 9,6:1                | 75 mm   | 84,5 mm | simple arbre à cames en tête (SOHC) 16 soupapes    | injection multi-point PGMFI  | OBD2A   | Civic MB3/MB9 |

### Série D16 (1,6 litre)
| Code                          | Puissance                                     | Cylindrée        | Rapport Volumétrique | Alésage | Course | Distribution                                    | Alimentation                       | OBD-    | Véhicule |
| ----------------------------- | --------------------------------------------- | ---------------- | -------------------- | ------- | ------ | ----------------------------------------------- | ---------------------------------- | ------- | --- |
| D16A3                         | 118 ch à 5600 tr/min 14,3 kg-m à 4800 tr/min  | 1590 cm3 (1,6 l) | 9,5:1                | 75 mm   | 90 mm  | double arbre à cames en tête 16 soupapes        | injection multi-point PGMFI        | obd0    | Acura Integra 1986-89 (australienne) |
| D16A1                         | 113 ch à 5600 tr/min 14,3 kg-m à 4800 tr/min  | 1590 cm3 (1,6 l) | 9,5:1                | 75 mm   | 90 mm  | double arbre à cames en tête 16 soupapes        | injection multi-point PGMFI        | obd0    | Acura Integra 1986-89 (australienne) |
| D16A6                         | 108 ch à 5600 tr/min 13,9 kg-m à 4800 tr/min  | 1590 cm3 (1,6 l) | 9,1:1                | 75 mm   | 90 mm  | simple arbre à cames en tête 16 soupapes        | injection multi-point PGMFI        | obd0    | Honda Civic Si, CRX Si, Civic Wagon RT4WD 1988-1991 (USDM), Honda Civic EX Sedan 1990-1991 (USDM), Honda Civic Shuttle RT4WD 1988-1995 (EUDM), Rover 216/416 GSi/Tourer 1989-1996 (EUDM)                                                                                   |
| D16A7                         | 115 ch à 5900 tr/min 13,9 kg-m à 4800 tr/min  | 1590 cm3 (1,6 l) | 9,6:1                | 75 mm   | 90 mm  | simple arbre à cames en tête 16 soupapes        | injection multi-point PGMFI        | obd0    | honda civic ED4 1988-1989 (EUDM) |
| D16A8                         | 125 ch à 6800 tr/min 14,9 kg-m à 5900 tr/min  | 1590 cm3 (1,6 l) | 9,5:1                | 75 mm   | 90 mm  | double arbre à cames en tête 16 soupapes        | injection multi-point PGMFI        | obd0    | Civic/CRX/Concerto 1988-1995 (EUDM), Rover 216/416 GTi 1992-1995(EUDM), Rover 216 SportCoupe 1993-1997 (EUDM) |
| D16A9 (D16A8 sans catalyseur) | 130 ch à 6800 tr/min 14,9 kg-m à 5900 tr/min  | 1590 cm3 (1,6 l) | 9,5:1                | 75 mm   | 90 mm  | double arbre à cames en tête 16 soupapes        | injection multi-point PGMFI        | obd0    | Concerto 1988-1991 (EUDM), CRX 1.6i-16 1988-1991(EUDM), Civic 1.6i-16 1988-1991(EUDM), Rover 216/416 GTi (EUDM) |
| D16V1 (vtec-e)                | 110 ch à 5600 tr/min 15,2 kg-m à 4300 tr/min  | 1590 cm3 (1,6 l) | 10,9:1               | 75 mm   | 90 mm  | simple arbre à cames en tête 16 soupapes        | injection multi-point              | obd2a/b | Honda Civic EP2 2001-2005 (EUDM) |
| D16w7 (vtec-e)                | 115 ch à 5600 tr/min 15,5 kg-m à 4300 tr/min  | 1590 cm3 (1,6 l) | 10,9:1               | 75 mm   | 90 mm  | simple arbre à cames en tête 16 soupapes        | injection multi-point PGMFI        | obd1    | Honda Civic Vti-L/ Vti 2005-2007 (Asie) |
| D16y1                         | 129 ch à 6600 tr/min 14,8 kg-m à 5200 tr/min  | 1590 cm3 (1,6 l) | 9,3:1                | 75 mm   | 90 mm  | simple arbre à cames en tête 16 soupapes vtec   | injection multi-point PGMFI        | obd1    | Honda Civic VTi 1992-1995 (Australie) |
| D16y2                         | 126 ch à 6500 tr/min 14,8 kg/m à 5200 tr/min  | 1590 cm3 (1,6 l) | 9,5:1                | 75 mm   | 90 mm  | simple arbre à cames en tête 16 soupapes vtec   | injection multi-point PGMFI        | obd1    | Honda Civic MB1 1995–1997 (EUDM) |
| D16y4                         | 120 ch à 6400 tr/min 14,4 kg-m à 5000 tr/min  | 1590 cm3 (1,6 l) | 9,4:1                | 75 mm   | 90 mm  | simple arbre à cames en tête 16 soupapes vtec   | injection multi-point PGMFI        | obd2a/b | Civic i ES 1996-2000 (Turquie), Civic CXi,GL,GLi 1996-2000 (Australie) |
| D16y5 vtec-e                  | 115 ch à 5600 tr/min 14,4 kg-m à 4500 tr/min  | 1590 cm3 (1,6 l) | 9,4:1                | 75 mm   | 90 mm  | simple arbre à cames en tête 16 soupapes vtec-e | injection multi-point PGMFI        | obd2a/b | Honda Civic HX 1996-2000 (USDM) |
| D16y7                         | 106 ch à 6400 tr/min 14,3 kg-m à 4600 tr/min  | 1590 cm3 (1,6 l) | 9,4:1                | 75 mm   | 90 mm  | simple arbre à cames en tête 16 soupapes        | injection multi-point PGMFI        | obd2a/b | Honda Civic DX/VP/LX/CX 1996-2000 (USDM), Honda del Sol S 1996-97, Honda Civic Coupe LSI 1997 (EUDM), Honda Civic Special Edition - SE 1999-2000(Canada) |
| D16y8 vtec                    | 127 ch à 6600 tr/min 14,51 kg-m à 5500 tr/min | 1590 cm3 (1,6 l) | 9,6:1                | 75 mm   | 90 mm  | simple arbre à cames en tête 16 soupapes vtec   | injection direct multi-point PGMFI | obd2a/b | Honda Civic SE 1.6 Vtec 1999-2000 (EUDM), Honda Civic EX Sedan 1996-1999, Honda Civic EX Coupe 1996-1999, Honda Civic EX 1996-2000 (US), Honda Civic SI 1996-2000 (Canada Only), Acura 1.6EL 1997-2000 (Canada Only), Honda del Sol Si 1996-1997, Rover 416 Auto 1997-2000 |
| D16y9                         | 119 ch à 6400 tr/min 14,9 kg-m à 4000 tr/min  | 1590 cm3 (1,6 l) | 9,5:1                | 75 mm   | 90 mm  | simple arbre à cames en tête 16 soupapes        | injection multi-point PGMFI        | obd2a   | Honda Ballade, Honda Civic 1996-2000 en Afrique du sud et au Venezuela |
| D16z5                         | 124 ch à 6800 tr/min 14,7 kg-m à 5600 tr/min  | 1590 cm3 (1,6 l) | 9,5:1                | 75 mm   | 90 mm  | double arbre à cames en tête 16 soupapes        | injection multi-point PGMFI        | obd0    | Honda CRX 1988-1992 (EUDM) |
| D16z6 vtec                    | 125 ch à 6600 tr/min 14,7 kg-m à 5200 tr/min  | 1590 cm3 (1,6 l) | 9,2:1                | 75 mm   | 90 mm  | simple arbre à cames en tête 16 soupapes vtec   | injection multi-point PGMFI        | obd1    | Honda Civic Si 1992-1995, Honda Civic EX, EX-V 1992-1995, Honda Del Sol Si 1993-1995 (USDM), Honda Civic ESi 1992-1995, Honda Del Sol ESi 1993-1995 (EUDM) |
| D16z9 vtec                    | 126 ch à 6600 tr/min 14,7 kg-m à 5200 tr/min  | 1590 cm3 (1,6 l) | 9,3:1                | 75 mm   | 90 mm  | simple arbre à cames en tête 16 soupapes vtec   | injection multi-point PGMFI        | obd1    | Civic Coupe (EJ1) 1.6i ESi 1994-1995 (EUDM), Civic Sedan (EG9) 1.6i EX 1994-1995 (EUDM et USDM) |

### Série D17 (1,7 litre)
| Code  | Puissance                                    | Cylindrée        | Rapport Volumétrique | Alésage  | Course  | Distribution                                    | Alimentation                | OBD-  | Véhicule |
| ----- | -------------------------------------------- | ---------------- | -------------------- | -------- | ------- | ----------------------------------------------- | --------------------------- | ----- | --- |
| D17A1 | 115 ch à 6100 tr/min 15,2 kg-m à 4500 tr/min | 1668 cm3 (1,7 l) | 9,5:1                | 75 mm    | 94 mm   | simple arbre à cames en tête 16 soupapes        | injection multi-point PGMFI | obd2b | Honda Civic DX/LX/VP 2001-2005 (JDM) |
| D17A2 | 127 ch à 6300 tr/min 15,8 kg-m à 4800 tr/min | 1668 cm3 (1,7 l) | 9,9:1                | 74,98 mm | 94,4 mm | simple arbre à cames en tête 16 soupapes vtec   | injection multi-point PGMFI | obd2b | Honda Civic EX 2001-2005 (USDM), Honda Civic LX 2001-2005 (EEUDM), Honda Civic Si 2001-2005 (Canada only), Acura 1.7 EL 2001-2005 (Canada only), Honda Stream 1.7 2000-2007 (JDM) |
| D17A6 | 125 ch à 5800 tr/min 15,3 kg-m à 3800 tr/min | 1668 cm3 (1,7 l) | 9,9:1                | 75 mm    | 94,4 mm | simple arbre à cames en tête 16 soupapes vtec-e | injection multi-point PGMFI | obd2b | Honda Civic HX 2001-2005 (USDM) |
| D17A7 | 100 ch à 6100 tr/min 13,5 kg-m à 4000 tr/min | 1668 cm3 (1,7 l) | 12,5:1               | 75 mm    | 94,4 mm | simple arbre à cames en tête 16 soupapes        | injection multi-point PGMFI | obd2b | Honda Civic HX 2001-2005 (USDM) |